# Pensaci un po'
Pensaci un po' è una antologia del cantautore italiano Luigi Tenco, pubblicata postuma nel 1969.

## Descrizione
Si tratta della terza antologia di Tenco con materiale inedito curata dalla Dischi Ricordi.
Pensaci un po' e Il tempo dei limoni sono provini. La mia valle è un adattamento del Capriccio italiano di Čajkovskij.
Vengono presentate due versioni di Quando e Angela e si recupera il repertorio di Tenco in lingua inglese. 
Un'ultima carezza è in realtà il brano Averti fra le braccia con altro testo.
Nel complesso 10 dei 16 brani proposti sono delle novità, di cui 5 inediti.

## Tracce
Lato A
1. Parlami d'amore Mariù (Tell Me That You Love Me) (testo: Ennio Neri, Charles Silverman – musica: Cesare Andrea Bixio)
2. La mia valle (Luigi Tenco)
3. Love Is Here to Stay (George Gershwin)
4. Serate a Mosca (testo: Umberto Bertini – musica: Kenny Ball)
5. Sempre la stessa storia (testo: Giorgio Calabrese – musica: Carlo Donida)
6. La mia geisha (testo: Panfilo, Alberto Testa – musica: Franz Waxman)
7. Il tempo dei limoni (testo: Mogol – musica: Luigi Tenco)
8. Pensaci un po' (testo: Mogol – musica: Luigi Tenco)

Lato B
1. Baciandoti (testo: Serafino Di Tomaso, Screwball – musica: Gian Franco Reverberi)
2. Vorrei sapere perché (Luigi Tenco)
3. Quando (Luigi Tenco)
4. Quando (Luigi Tenco)
5. Angela (Luigi Tenco)
6. Angela (Luigi Tenco)
7. Il mio regno (Luigi Tenco)
8. Un'ultima carezza (Luigi Tenco)

Orchestra diretta da Gian Piero Reverberi: A1, A3, A5, B3, B8.

Orchestra diretta da Giampiero Boneschi: A2, A4, B4, B6.

Orchestra diretta da Enzo Ceragioli: A6.

Orchestra diretta da Luis Enriquez Bacalov: B5.

Orchestra diretta da Gian Franco Reverberi: B7.